# Чжун Шаньшань
Чжун Шаньшань (кит.: 钟睒睒; нар. грудень 1954) — китайський бізнесмен, мільярдер. Наприкінці 2020 року став найбагатшою людиною Азії.
У листопаді 2021 року, зайняв перше місце у рейтингу 100 найбагатших бізнесменів КНР.

## Біографія
Чжун Шаньшань народився в 1954 році в Ханчжоу. Він закінчив Відкритий університет Гонконгу і працював репортером газети «Чжецзянський щоденник» в 1980-х роках. У 1988 році Чжун переїхав на Хайнань. Там він продавав гриби, креветки та черепах. Потім він працював у компанії «Wahaha Group» агентом з продажу, а також продавав медичні добавки.
У 1996 році він заснував компанію «Nongfu Spring». Компанія займалася продажем бутильованої води і стала однією з найпопулярніших в Гонконзі. Починаючи з 2012 року, Nongfu Spring була найбільшим продавцем фасованих напоїв у Китаї. Крім того, Чжун Шаньшань є власником виробника вакцин Beijing Wantai Biological Pharmacy Enterprise, яка виробляє тести на COVID-19 і розробляє вакцину від вірусу. У сукупності виручка двох компаній в 2019 році склала більше $3,6 млрд.
У квітні 2020 року Beijing Wantai Biological Pharmacy Enterprise стала публічною на Шанхайській фондовій біржі. У вересні 2020 року перше публічне розміщення акцій Nongfu Spring на $1,1 млрд миттєво зробило Шаньшаня третім в списку найбагатших людей Китаю. Його капітал різко виріс з $16 млрд до більш ніж $50 млрд. До кінця грудня статки бізнесмена збільшилася ще на $17 млрд, що зробило його найбагатшою людиною в Азії. Згідно індексу мільярдерів Bloomberg, особистий капітал Чжуна досяг піку в $95 млрд на початку січня 2021 року. Станом на березень 2021 року його статок становив $84,7 млрд і Шаньшань займав сьому сходинку у рейтингу найбагатших людей світу.